# 예수겐 카툰
예수겐 카툰(한국 한자: 也速干 可敦 야속간 가돈: ?-?)은 칭기즈 칸의 카툰들 중 하나다. 언니 예수이 카툰과 함께 제3오르도를 관장했고, 항가이산맥 일대를 봉읍으로 받았다.
타타르부 출신으로 1202년 칭기즈 칸이 타타르를 멸했을 때 약탈혼의 전통에 따라 언니와 함께 칭기즈 칸의 카툰이 되었다. 부군을 따라 원정에 종군했다는 기록이 몇 건 있는 언니와 달리 그 외에 알려진 것은 거의 없다. 1195년에서 1221년 사이에 아들 우추치를 낳았고, 언니에 비해 일찍 죽었다고 한다.